# Apor (kmenový vůdce)

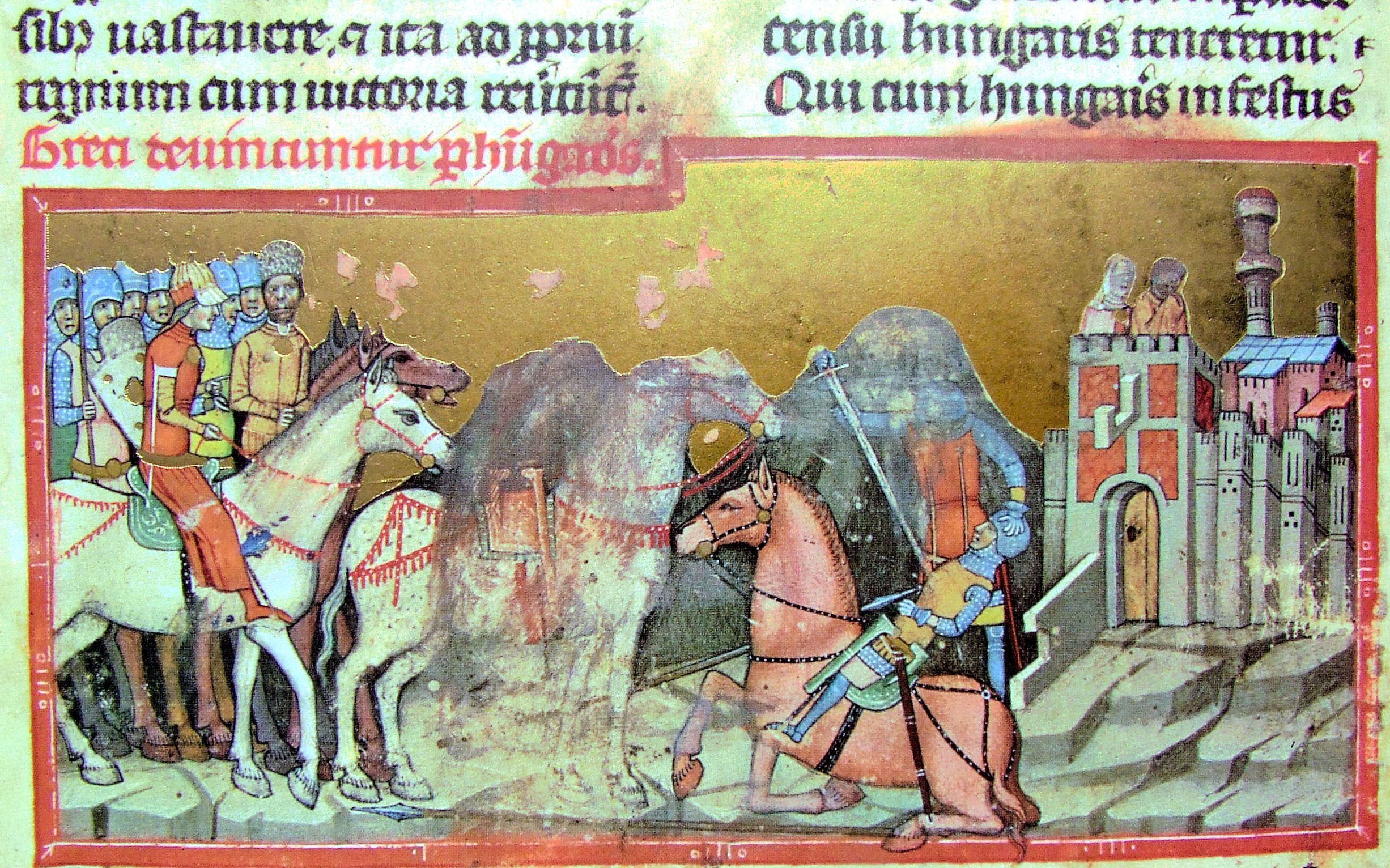
Apor sedící na bílém koni vede Maďary, během Botondova souboje s řeckým válečníkem před branami Konstantinopole. Byzantský císař Konstantin VII. Porfyrogennetos a jeho žena Helena Lekapenská pozorují scénu skrze zničenou městskou bránu (Chronicon Pictum).

Apor byl maďarský kmenový vůdce, který dle kroniky Chronicon Pictum v roce 959 vedl vojsko v boji proti Byzantské říši, společně s legendou o Botondovi.

## Život
Apor byl údajným praotcem uherského rodu Aporů. od něhož sedmihradští Aporové dle tradice odvozují svůj původ. Ve svém spise Lusus Mundi na přelomu 17. a 18. století se historik Péter baron Apor de Altorja odvolává na jeho původ, a ačkoli si byl vědom, že se pro to nedochovaly přímé písemné důkazy, domnívá se, že Apor mohl být legitimním synem uherského knížete Árpáda.